# 史部
史部（ふひとべ）とは、古代朝廷において文書や記録の作成など文筆にかかわる職務に奉仕した氏族。
史部には文筆をもって奉仕した氏族の人々を指す場合とその部民（史戸）を含めて指す場合があるため注意を必要とする。
史部のほとんどが中国大陸や朝鮮半島よりの渡来人の系譜をひくものとみられる。「東西史部」と称せられるように、大和に本拠を置く東漢氏一族の文直氏と、河内に本拠を置く西文首氏が二大勢力を構成していた。そのうち東漢氏は直、西文氏は首の姓を与えられた他は「史」の姓を与えられていた。
律令制の下においても専門家の子孫として子弟に対する大学寮への入学資格が優先的に与えられるなどの待遇を受けた。